# Cummeragunja Walk-off
Cummeragunja Walk-off im Jahre 1939 war der erste massive Widerstand der Aborigines in Australien. Über 150 Bewohner der Cummeragunja Aboriginal Station protestierten gegen die schlechte Behandlung und Ausbeutung der dort befindlichen Aborigines mit einem Auszug aus der Cummeragunja-Mission. Die Missionsstation befand sich an der Grenze von New South Wales am Murray River und an der Grenze von Victoria bei Barmah.
Es war der erste Streik an dem sich Aborigines massenhaft beteiligten.

## Cummeragunja-Missionsstation
Die Cummeragunja-Missionsstation, die 1881 gegründet wurde, war mehrheitlich von den Yorta-Yorta-Aborigines bewohnt, und versorgte sich selbst durch den Anbau und Verkauf landwirtschaftlicher Produkte. Viele der dort lebenden Aborigines kamen von der nahegelegenen Maloga-Mission, die streng religiös organisiert wurde. Als 1915 der Aboriginal Protection Board von New South Wales die Kontrolle über die Mission und die Bewohner übernahm, verschlechterte sich die Situation. Die wirtschaftlichen Einnahmen gingen an den Board von New South Wales und es wurden keine Mittel reinvestiert. In den 1930er Jahren verließen viele Bewohner aufgrund dieser Situation die Station oder ihre Verwandten wanderten ab.

## Lebensverhältnisse und Streik
An Verpflegung und notwendigen Gütern wurde auf Weisung des neuen Missionsleiters McQuiggan gespart, sie mussten mit Decken auf dem Boden schlafen und waren in Lumpen gekleidet. Aufgrund der schlechten Bedingungen gab es Fälle von Tuberkulose und Keuchhusten; die Gesundheit der dort lebenden Aborigines verschlechterte sich. Jack Patten kam nach Cummeragunja Ende Januar 1939 und wollte mit den Protestierenden sprechen und forderte die Entlassung von McQuiggan, dem Manager der Mission, daraufhin rief der Manager die Polizei, die ihn und seinen Bruder in Haft nahmen. Aus Protest gegen diese Verhältnisse wechselten 150 Personen aus Cummeragunja über die Grenze von New South Wales nach Barmah in Victoria und bauten dort ein Camp auf. Jeder Ortswechsel von Aborigines wurde damals durch den Aboriginal Protection Board angeordnet bzw. musste genehmigt werden.
Die offiziellen Stellen wurden durch diese Rebellion völlig überrascht und die Maßnahme fand zahlreiche Sympathisanten, die sich hinter diesen Streik stellten. Sie sammelten Verpflegung und finanzielle Mittel und stellten sie den Protestierenden am Murray River zur Verfügung. Als die Presse über die schlechte Behandlung berichtete, setzte eine Diskussion über die Lebensverhältnisse und Behandlung von Aborigines ein, die den Anstoß zu politischen Veränderungen gab, die später im Aborigines Act of New South Wales zum Ausdruck kam.

## Gedenktage
200 Jahre nach dem Beginn der Landnahme durch die britischen Kolonisatoren nahmen im Jahre 1988 erstmals 100 Personen am sogenannten Cummeragunja Walk On zur Erinnerung an den Protest von 1939 teil; und im Jahre 2004 erhielten die Yorta-Yorta-Aborigines das Recht Teile ihres ursprünglichen Land und den Barmah-Millewa-Forst in Kooperation mit dem Staat zu bewirtschaften. 
Am 3. und 4. Februar 2009 fand zum 70. Jahrestag ein Erinnerungsmarsch über 81 Kilometer von Cummeragunja Church zum Yorta Yorta National Office Barmah statt.

## Persönlichkeiten aus Cummeragunja
- Sir Douglas Nicholls, Gouverneur von South Australia.
- William Cooper, Gründer der Australian Aborigines League und Hauptinitiator des Day of Mourning der Aborigines, der parallel zum Australia Day stattfindet.
- Jack Patten, Gründer der Aborigines Progressive Association und Organisator des Day of Mourning.